# Parc national Walls of Jerusalem
Le parc national Walls of Jerusalem est un parc national australien, en Tasmanie, à 142 km au nord-ouest de Hobart.
Le parc tire son nom de ses caractéristiques géologiques dont on dit qu'elles ressemblent aux murs de la ville de Jérusalem en Israël.
Nombre de lieux au sein du parc font aussi référence à la Bible pour leurs noms comme la « porte d'Hérode », le « lac Salomé », Le « trésor de Salomon », la « Porte de Damas », le « bassin de Bathesda ».
Ce parc national fait partie de la zone de nature sauvage de Tasmanie inscrite sur la liste du patrimoine mondial de l'UNESCO.
La principale caractéristique du parc est le « pic du roi David ».

## Liens externes

Le parc national en regardant vers l'est depuis le mont Jerusalem. S'aperçoit, au loin, vers la gauche du relief au milieu, le Mont Ossa (Tasmanie), point culminant. Sur la droite, le petit pic qui dépasse à peine de l'horizon est le Barn Bluff. Un frétillement de l'horizon plus vers la droite encore est le Mont Cradle. Janvier 2012.